# Stutz Duplex
Der Stutz Duplex ist eine viertürige Luxuslimousine des US-amerikanischen Automobilherstellers Stutz Motor Car of America, die 1971 gebaut wurde. Ihre im Retrodesign gestaltete Karosserie geht auf einen Entwurf von Virgil Exner zurück, die Großserientechnik stammt von General Motors. Je nach Quelle entstanden ein oder zwei Autos.

## Entstehungsgeschichte
Das in New York ansässige, 1968 von James O’Donnell gegründete Unternehmen Stutz Motor Car of America produzierte und verkaufte ab 1970 teure Oberklassefahrzeuge mit US-amerikanischer Großserientechnik und eigenständig gestalteten Aufbauten. Ein besonderes Merkmal der Stutz-Modelle war das Karosseriedesign, das Gestaltungsmerkmale von Vorkriegsautomobilen mit zeitgenössischen Grundstrukturen verband. Das Designkonzept ging auf Virgil Exner zurück, den ehemaligen Designchef des Chrysler-Konzerns, der viele dieser Ideen bereits bei den 1961er Modellen der Chrysler-Marke Imperial verwirklicht hatte. Nach seiner Demission 1963 entwickelte Exner privat weitere Entwürfe gleicher Art, denen er die Namen mittlerweile eingestellter Luxusmarken zuordnete. Die meisten von ihnen kamen nicht über das Skizzenstadium hinaus; am weitesten gedieh ein als Duesenberg Model D bezeichnetes Auto, von dem 1966 ein fahrbereiter Prototyp entstand.

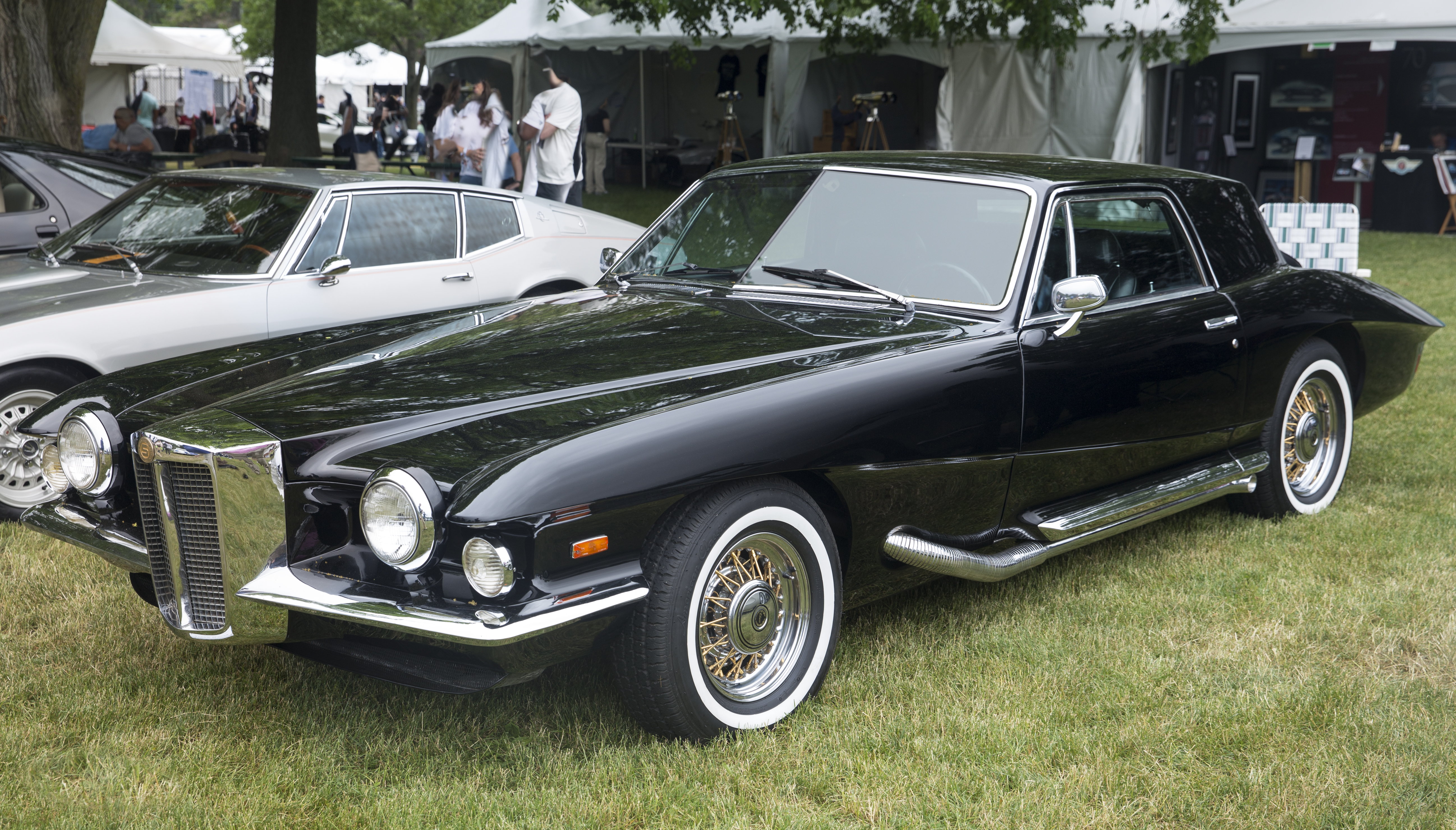
Zweitüriges Schwestermodell: Stutz Blackhawk I

1968 griff der New Yorker Bankier James O’Donnell Exners Revival-Car-Konzept auf. Zur Herstellung und zum Vertrieb gründete er ein neues Unternehmen, das er Stutz nannte; die Bezeichnung wurde in Anlehnung an die Stutz Motor Car Company of America gewählt, die von 1913 bis 1939 in Indianapolis bestand und zu den „legendären amerikanischen Vollblutmarken der Vorkriegszeit“ gehörte. Das erste Modell des neuen Unternehmens war ein als Stutz Blackhawk bezeichnetes zweisitziges Coupé, das auf dem Fahrgestell des zeitgenössischen Pontiac Grand Prix basierte und auch dessen Antriebstechnik nutzte. Die Karosserien ließ O’Donnell aus Kostengründen in Italien herstellen; dort wurden die Autos auch komplettiert. Bis 1972 entstanden sie bei Padane in Modena, danach bei der Carrozzeria Saturn im Piemont, an der O’Donnell wirtschaftlich beteiligt war.
Von Beginn an gab es auch Planungen für einen viertürige Stutz. Die Überlegungen gingen in verschiedene Richtungen. An ihrem Ende stand der  Duplex Sedan, von dem 1970 ein Prototyp gebaut wurde. Auf der New York International Auto Show im April 1971 zeigte Stutz den Duplex erstmals öffentlich; zeitgleich sollte der Verkauf in den USA beginnen. Eine Serienfertigung kam allerdings nicht zustande. Erst 1977 erschien mit dem IV Porte wieder eine viertürige Stutz-Limousine; sie wurde in mittlerer zweistelliger Stückzahl gebaut und 1981 durch den etwas längeren Victoria abgelöst.

## Vorüberlegungen
1969 und 1970 gab es verschiedene Ansätze für einen viertürigen Stutz, die nicht in Serie gefertigt wurden. Zunächst entwarf Exner eine als Stutz Ministerale bezeichnete Limousine im Retrodesign, die viele Merkmale des Blackhawk I aufgriff, aber eine eigenständig gestaltete C-Säule mit stark angeschnittenen hinteren Türen, verkürzten seitlichen Chromleisten und auf den hinteren Wagenbereich beschränkten Trittbrettern hatte. Der Ministerale kam nicht über das Stadium einer Zeichnung hinaus. Etwa 1970 entstand dann eine viertürige Limousine auf der Basis eines 1969er Cadillac Fleetwood. Anders als der Blackhawk, behielt die Limousine alle äußeren Blechteile des Spenderfahrzeugs bei; der Aufbau wurde lediglich durch besondere Applikationen wie Lederschnallen und zusätzliche Chromleisten verfremdet. Von dieser Limousine baute Coggiola in Beinasco ein fahrbereites Einzelstück. 1972 veröffentlichte Stutz einige Bilder dieses Autos in einer Werkspublikation. Eine Serienfertigung kam auch hier nicht zustande. Der Verbleib des Coggiola-Autos ist ungeklärt.

## Modellbeschreibung
Ebenso wie der zweitürige Blackhawk I basiert auch der Stutz Duplex auf in Großserie gefertigten Komponenten von General Motors. Während der Blackhawk I technisch auf dem Coupé Pontiac Grand Prix basiert, verwendete Stutz für den Duplex einen Viertürer von Cadillac, dessen Fahrwerk und Antriebstechnik unverändert übernommen wurden.

### Karosserie

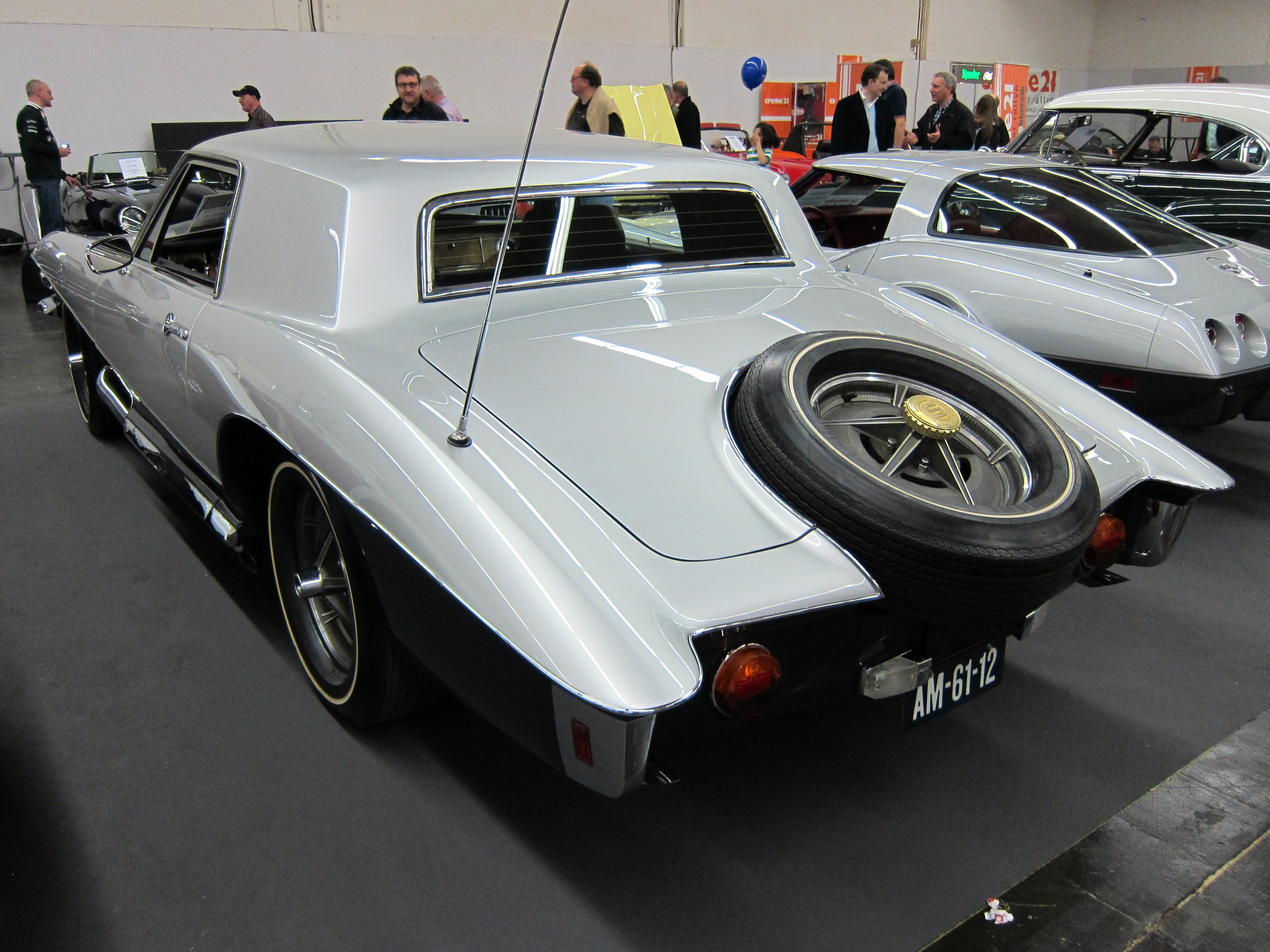
Stilistisch mit dem Duplex identisch: Heckpartie des Blackhawk I

Der Stutz Duplex ist eine viertürige Limousine im Pontonstil mit vorn angeschlagenen Türen. Die Karosserie besteht aus in Handarbeit geformten Stahlblechen.
Die Form des Duplex wurde ebenso wie die des Blackhawk I von Virgil Exner gestaltet. Das Duplex-Design ist eine verlängerte Version des Blackhawk-Entwurfs. Front- und Heckpartie des Coupés und der Limousine stimmen überein, neu gestaltet wurden dagegen die Fahrgastzelle und die Dachpartie. Zu den Elementen, die an das Automobildesign der Vorkriegszeit erinnern sollen und die sich beim Duplex ebenso finden wie beim Blackhawk I, gehören
- geschwungene Chromleisten an den Wagenflanken, die die Linien fließender Kotflügel andeuten,
- stilisierte Trittbretter unterhalb der Türen,
- eine große, über die vordere Stoßstangenlinie hinausragende Kühlermaske, in die die Linien der Motorhaube münden und die Virgil Exner laut O’Donnell als Phallus-Symbol verstanden wissen wollte,[7]
- frei stehende Frontscheinwerfer, die durch Aussparungen links und rechts des Kühlergrills ermöglicht wurden, und
- ein frei sichtbares Reserverad, das in den Kofferraum eingelassen war.

Die geteilte Windschutzscheibe und die in den vorderen Kotflügeln beginnenden Sidepipes, die typische Merkmale der zweitürigen Blackhawks waren, übernahm Stutz für den Duplex nicht.
Einige Anbauteile kamen von italienischen Serienfahrzeugen. Dazu gehören die runden Rückleuchten des Fiat 850 sowie Klapptürgriffe, die unter anderem auch beim Maserati Indy verwendet wurden.

### Technik

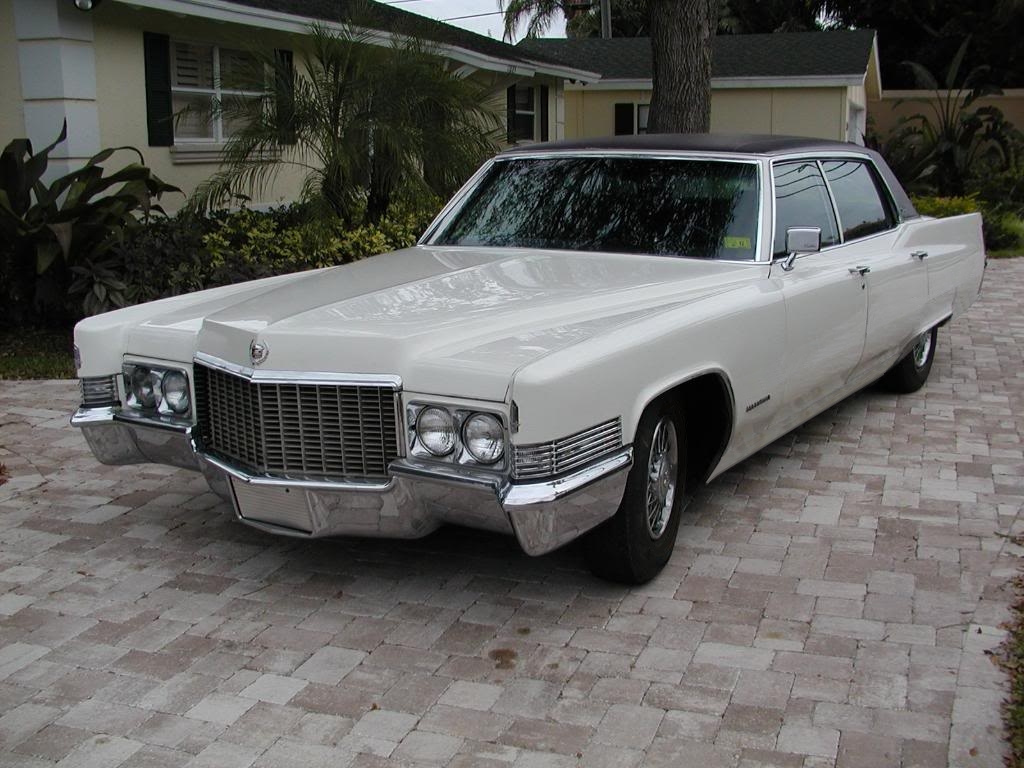
Technische Basis: Cadillac Fleetwood 60 Special

Der Stutz Duplex basiert auf dem Fahrgestell des zeitgenössischen Cadillac Fleetwood 60 Special. Das Auto hat einen Kastenrahmen aus der C-Body-Reihe von General Motors, der hier mit einem Radstand von 3378 mm in seiner längsten Ausführung zum Einsatz kommt. Die vorderen Räder sind einzeln aufgehängt, hinten ist eine Starrachse mit Blattfedern eingebaut.
Werksseitig war Cadillacs 7729 cm³ (472 cui) großer Achtzylinder-V-Motor als Antrieb vorgesehen. Der Motor wurde nicht modifiziert, sondern in der von Cadillac bereitgestellten Serienversion verwendet. Er ist mit einem Rochester-Vierfachvergaser ausgestattet. Die Motorleistung wurde mit 350 SAE-PS (brutto) bzw. 223 PS netto (164 kW) angegeben. Die Kraftübertragung auf die Hinterräder übernimmt ein automatisches Dreiganggetriebe von General Motors.

## Produktion und Preise

### Produktion
Der Duplex wurde ebenso wie die ersten Blackhawk-Coupés bei Padane in Modena gebaut. Die Fertigung erfolgte in Handarbeit. Padane erhielt einen kompletten Cadillac, entfernte dessen serienmäßige Karosserie und installierte einen völlig neuen Aufbau.
Wie viele Duplex hergestellt wurden, ist unklar. Einige Quellen sprechen von zwei Fahrzeugen, wobei nur einer von ihnen bei Padane entstanden sein soll; einen Hersteller des potentiellen zweiten Autos nennen sie allerdings nicht. Andere gehen davon aus, dass außer dem Padane-Prototyp kein weiteres Fahrzeug gebaut wurde.

### Verkaufspreis
Anlässlich der Präsentation auf der New York International Auto Show im April 1971 bezifferte Stutz den Verkaufspreis des Duplex auf 32.500 US-$ und bezeichnete ihn als das teuerste US-amerikanische Auto. Er war damit mehr als viermal so teuer wie der Cadillac Fleetwood 60 Special (7763 US-$), auf dem er basierte.

## Der Duplex mit der Fahrgestellnummer 364856
50 Jahre nach dem Produktionsende ist die Existenz eines Duplex Sedan mit der Fahrgestellnummer 364856 bekannt. Dieses Auto ist der in New York gezeigte Wagen, der ursprünglich in einem Braunton („Maroon“) lackiert war und der auch in einem Verkaufsprospekt abgebildet wurde. Nach einer Beschlagnahme und einer Versteigerung gehörte der Wagen eine Zeit lang einem Sammler aus Florida, der ihn weiß lackieren ließ. Das Auto wurde später restauriert und schwarz lackiert. Mittlerweile ist es mit einem 6,6 Liter (400 cui) großen Achtzylinder-V-Motor von Pontiac ausgestattet. Dieser Duplex wurde in den zurückliegenden Jahren mehrfach erfolglos zum Verkauf angeboten, darunter 2018 in St. Louis, Missouri, mit einer Preisforderung von 225.000 $ sowie 2019 in Essen für einen Schätzpreis von 135.000 bis 150.000 €.